# Брицун Миколай Іванович
Брицун Микола Іванович(нар. 17 серпня 1938, Липлянщина, Народицький район, Житомирська область, помер 01 грудня 2024, Київ) — український  філолог, історик, краєзнавець, учасник багатьох етнографічних експедицій, краєзнавчих конференцій, консультант у створенні історико-етнографічних програм для місцевих та загальноукраїнських засобів масової інформації. Народився у селянській сім'ї. Став сиротою в 5 років, проте завдяки двом старшим сестрам - Надії і Мар'ї - виріс і вивчився, став вчителем української історії.
У вільний від роботи час, а також після виходу на пенсію - Микола Іванович збирав і опрацьовував етнографічні матеріали. Їздив велосипедом, електричками, попутнім транспортом по селам Коростенського, Овруцького, Народицького, Ємільчинського районів. Спілкувався з мудрими людьми, з старожилами, записував у блокнот та на магнітофон розмови з ними про давнину, про побут і звичаї предків. 
На основі знайдених матеріалів Микола Іванович надрукував 5 книжок про минувшину Древлянського краю. 
Помер у Києві 1 грудня 2024 після тривалої хвороби.
Почесний громадянин міста Коростень.